# ابوبکر بانگورا
ابوبکر بانگورا (انگلیسی: Aboubacar Bangoura؛ زادهٔ ۱ ژانویهٔ ۱۹۸۲) بازیکن فوتبال اهل گینه بود.
وی همچنین در تیم ملی فوتبال گینه بازی کرده است.